# Енліль-кудуррі-уцур
Енліль-кудуррі-уцур — цар Ассирії на початку XII століття до н. е.

## Правління
Вів війну з вавилонським царем Адад-шум-уцуром. З цього скористався ассирійський вельможа Нінурта-апал-Екур, який спробував захопити владу в Ашшурі. І хоч тоді Нінурта-апал-Екур зазнав поразки, пізніше він міг стати царем Ассирії.